# Stevie Lyle
Stevie Lyle (* 4. Dezember 1979 in Cardiff, Wales) ist ein ehemaliger britischer Eishockeytorwart, der insgesamt fünfmal zum britischen Torhüter des Jahres gewählt wurde.

## Karriere
Stevie Lyle, der aus der walisischen Hauptstadt stammt, begann seine Karriere als Eishockeyspieler bei den Cardiff Devils, für die er 1994 knapp 15-jährig in der British Hockey League debütierte. 1996 wechselte er mit den Devils in die Ice Hockey Superleague, die er mit dem Team 1997 gewann, wobei er selbst in das First All-Star-Team gewählt wurde. Nachdem er 1996 von den Detroit Whalers in der zweiten Runde des CHL Import Drafts als insgesamt 52. Spieler und im Folgejahr von den Plymouth Whalers, wie sich das Team nach einem Umzug nun nannte, in der ersten Runde als insgesamt 27. Spieler ausgewählt worden war, wechselte er 1997 nach Nordamerika und spielte für seinen Draftverein in der Ontario Hockey League und die Kindersley Kippers in der Saskatchewan Junior Hockey League. Er ist damit bislang der einzige Waliser, der in diesem Draft zum Zuge kam. Bereits nach einer Spielzeit kehrte er in seine Geburtsstadt zurück und gewann 1999 mit den Devils die Playoffs der Liga und damit die britische Meisterschaft. Er selbst wurde 1999, 2000 und 2001 zum britischen Eishockeytorwart des Jahres gewählt. Nach einem Jahr beim Manchester Storm kehrte er 2002 erneut zu den Devils zurück, die inzwischen in der zweitklassigen British National League spielten. Auch 2003/04 (bei den Guildford Flames) und 2004/05 (bei den Bracknell Bees) spielte er in der BNL. Dabei konnte er mit den Flames die Playoffs und mit den Bees die Hauptrunde gewinnen. In beiden Jahren wurde er – obwohl zweitklassig spielend – erneut zum britischen Eishockeytorwart des Jahres und 2005 auch in das First All-Star-Team der British National League gewählt. Nach zwei Jahren im kontinentaleuropäischen Ausland, in denen er 2007 in das All-Star-Team der Ligue Magnus gewählt wurde, kehrte er nach Großbritannien zurück. Er spielte nunmehr in der Elite Ice Hockey League, die nunmehr die höchste britische Spielklasse war. Mit den Belfast Giants gewann er 2009 den EIHL-Cup und den EIHL-KO-Cup. Anschließend wechselte er noch einmal für drei Jahre nach Cardiff, bevor seine Karriere in der zweitklassigen English Premier Ice Hockey League ausklingen ließ, die er 2013 mit Basingstoke Bison gewinnen konnte. Er wurde zudem 2013 in das First All-Star-Team und 2015 in das Second All-Star-Team der Liga gewählt. Nach seinem Karriereende 2017 wurde er 2018 in die British Ice Hockey Hall of Fame aufgenommen.

### International
Mit der britischen Juniorenauswahl nahm Lyle im an der Junioren-C-Weltmeisterschaft 1997, als er zum besten Torhüter des Turniers gewählt wurde, teil.
Im Seniorenbereich stand er im Aufgebot seines Landes bei den B-Weltmeisterschaften 1996, 1997, 1998 und 1999. Nach der Umstellung auf das heutige Divisionensystem stand er 2001, 2002, 2006, als er die zweitbeste Fangquote nach dem Deutschen Robert Müller erreichte, 2007, als er nach dem Slowenen Andrej Hočevar erneut die zweitbeste Fangquote aufwies, 2008, 2009 und 2010 in der Top-Division im Tor. Auch 2015  und 2016 gehörte er zum britischen Kader, kam aber nicht zum Einsatz. Obwohl er bei der Qualifikation zur A-Weltmeisterschaft 2000 die beste Fangquote und den geringsten Gegentorschnitt aufwies, scheiterten die Briten beim Versuch, in die höchste WM-Gruppe aufzusteigen. Zudem vertrat er seine Farben bei den Qualifikationsturnieren für die Olympischen Winterspiele in Salt Lake City 2002, in Vancouver 2010 und in Sotschi 2014.

## Erfolge und Auszeichnungen
- 1997 Gewinn der Ice Hockey Superleague mit den Cardiff Devils
- 1997 First All-Star-Team der Ice Hockey Superleague
- 1999 Britischer Meister mit den Cardiff Devils
- 1999 British Netminder Of The Year
- 2000 British Netminder Of The Year
- 2001 British Netminder Of The Year
- 2004 Playoffmeister der British National League mit den Guildford Flames
- 2004 British Netminder Of The Year
- 2005 Hauptrundenmeister der British National League mit den Bracknell Bees
- 2005 British Netminder Of The Year und First All-Star-Team der British National League
- 2007 All-Star-Team der Ligue Magnus
- 2009 Gewinn des EIHL-Cups und des EIHL-KO-Cups mit den Belfast Giants
- 2013 Gewinn der English Premier Ice Hockey League mit Basingstoke Bison
- 2013 First All-Star-Team der English Premier Ice Hockey League
- 2015 Second All-Star-Team der English Premier Ice Hockey League
- 2018 Aufnahme in die British Ice Hockey Hall of Fame

### International
- 1997 Bester Torhüter bei der Junioren-C-Weltmeisterschaft
- 2000 Beste Fangquote und geringster Gegentorschnitt bei der Qualifikation zur A-Weltmeisterschaft